# Medvéjie (Kurgan)
|  | Per a altres significats, vegeu «Medvéjie». |

Medvéjie (en rus: Медвежье) és un poble de l'óblast de Kurgan, a Rússia, que en el cens del 2010 tenia 171 habitants.